# Kulturtheorie
Unter Kulturtheorie versteht man die Erarbeitung theoretischer Grundlagen kulturwissenschaftlicher Forschung. Analog zur sonstigen Verwendung des Begriffs Theorie (etwa in Literaturtheorie, Filmtheorie usw.) bezeichnet der Begriff sowohl die jeweiligen einzelnen Theorieentwürfe als auch die Gesamtheit dieser Theorien.
Jede einzelne Kulturtheorie ist ein theoretischer Entwurf zum Verständnis von „Kultur“ überhaupt (etwa im Gegensatz zu „Gesellschaft“) oder der Erscheinungen, Mechanismen und Grundstrukturen der Kultur einer bestimmten Gemeinschaft oder Ethnie. Oft handelt es sich aber auch um Gegenentwürfe zu Theorien der menschlichen Natur und zu Theorien der nicht von Menschen gemachten, „unkultivierten“ Natur.
Kulturtheorie steht damit im Schnittpunkt verschiedener wissenschaftlicher Disziplinen wie Soziologie, Ethnologie, Anthropologie, aber auch Kunsttheorie, Politik- und Geschichtswissenschaft, sofern diese auf die grundlegenden Charakteristika von Kultur, bzw. Kulturen in ihrem umfassenden Sinne abzielen und damit ein grundlegendes Verständnis über die Gesamtheit menschlicher Lebensäußerungen im sozialen Zusammenspiel anstreben.
Einen Eindruck über die verschiedenen Facetten des Themas anhand eines Teils der einschlägigen Literatur gab beispielsweise Michael Buchholz im Jahr 2013 in seiner von der DGPT herausgegebenen Reihe Kleiner Literaturrundflug unter dem Titel Das Denken der Kultur.

## Theoretische Ansätze
Unterschieden werden z. B.
- Holistische Kulturtheorie  als Grundlage der Beschreibung der Lebensformen eines abgegrenzten Kollektivs, ein hermeneutischer Ansatz, der von Herder begründet wurde und sich bis zur modernen Sozialanthropologie fortsetzt
- Semiotische Kulturtheorie (oder Kultursemiotik), die die Kultur als Zeichengewebe bzw. als Text interpretiert (Vertreter: Clifford Geertz, Juri Michailowitsch Lotman)
- Behavioristische Kulturtheorie, die die Verhaltensweisen untersucht, welche eine Kultur konstituieren und sich in Auseinandersetzung mit externen Einflüssen herausgebildet und durch Selektionsprozesse durchgesetzt haben (Vertreter: B. F. Skinner)[2]
- Kognitivistische Kulturtheorie, die sich u. a. mit mentalen Phänomenen, kulturellem Lernen und der intergenerationalen Weitergabe kulturellen Wissens auseinandersetzt (Vertreter: Stephen A. Tyler).[3]
- Theorie der Kultur als von implizitem Wissen und impliziten Regeln geleiteter Praxis (Vertreter: Pierre Bourdieu)
- Theorie der Kultur als ausdifferenziertes gesellschaftliches Teilsystem (Vertreter: Talcott Parsons)
- Kulturalistische Weiterentwicklung der System- und Kommunikationstheorie (Vertreter z. B. Albrecht Koschorke)

In jüngerer Zeit gewinnen Ansätze an Bedeutung, die Fragen der Legitimation und des Geltungsradius von Kulturen diskutieren, auch im Zusammenhang mit Debatten um den Kolonialismus.

## Bedeutende Kulturtheoretiker
- Theodor W. Adorno
- Franz Borkenau
- Pierre Bourdieu
- Norbert Elias
- Sigmund Freud
- Leo Frobenius
- Geert Hofstede
- Max Horkheimer
- Jurij Lotman
- Claude Lévi-Strauss
- Oswald Spengler
- Fons Trompenaars
- Max Weber